# Giuseppe Latorre
Giuseppe Latorre (Ginosa, 8 gennaio 1903 – Roma, 23 maggio 1952) è stato un partigiano e politico italiano, sindaco di Ginosa e Deputato al Parlamento Italiano (Camera dei Deputati).

## Biografia
Giuseppe Latorre è nato a Ginosa l'8 gennaio 1903. Dopo gli anni del liceo, ha iniziato la sua attività politica nell'Arsenale Militare di Taranto, presso il quale lavorava come operaio. 

### Attività politica
Latorre ha iniziato la propria attività politica militando nel P.C.I. e condividendo le sue idee con Antonio Gramsci, per poi diventare una delle figure più influenti del partito di Palmiro Togliatti. Nel 1934 viene arrestato per militanza nel P.C.I., processato e mandato al confino, insieme allo stesso Palmiro Togliatti con cui divide la cella.
Nel 1948 viene eletto Sindaco di Ginosa, e nel 1951 viene eletto alla Camera dei Deputati.
Negli anni che vanno dal 1947 ed il 1959, Ginosa diviene protagonista di episodi, talvolta cruenti, inerenti alla grande vertenza per il miglioramento delle condizioni dei lavoratori e dei salari: le figure di spicco della sommossa popolare sono, il segretario della Cgil di Ginosa, Raffaele Cavallo, e lo stesso sindaco di Ginosa, Latorre. 
Un episodio cardine avviene il 13 ottobre 1947: durante una manifestazione di braccianti, intenti a rivendicare un aumento salariale di 50 lire al giorno, inizia un violento scontro con i Carabinieri che si conclude con un morto e decine di feriti gravi (incidente originato dallo scoppio di una granata e dal fuoco di risposta dei Carabinieri) nonché con gli arresti del segretario della Cgil di Ginosa, Raffaele Cavallo, del dirigente della lega dei braccianti, Nicola Ambrosini, e di decine di altri braccianti; grazie all'aiuto della federazione del P.C.I. di Taranto, altri sette braccianti riescono a fuggire a Bologna, rimanendo latitanti per un anno. Ritornando a Ginosa, vengono tratti in arresto e processati; il processo si conclude con l'assoluzione dai capi di imputazione di strage, violenza aggravata contro la forza pubblica e violenza privata. Dopo l'episodio del 1947, si aprì un periodo nero per i lavoratori ed i quadri sindacali: in quel periodo fu di fondamentale importanza il sostegno dell'amministrazione comunale di Ginosa, guidata dal sindaco e parlamentare Latorre. Per il suo speciale interessamento, i lavoratori terrieri si videro concretizzare i finanziamenti dell'ECA, l'organizzazione dei cantieri di lavoro, l'aumento della pressione sui latifondisti per un maggiore impiego nelle campagne di braccianti ed il soddisfacimento dei bisogni degli indigenti ed i poveri.
La prematura morte del parlamentare segnò, negativamente, una svolta per la vertenza: successivamente infatti, con l'insediamento di una giunta di destra a Ginosa vennero meno le basi poste da Latorre per la salvaguardia dei posti di lavoro, assicurata dall'imponibile di manodopera, che fu abolito, unito al fallimento della riforma agraria che consegnò, di fatto, l'assegnazione delle terre ad un metodo clientelare, favorendo chi lasciava i partiti di sinistra per confluire nella Democrazia Cristiana.

### Le cause della morte
Latorre, dopo un malore, viene ricoverato a Roma per rimuovere dei tumori al cervello di probabile origine post traumatica (durante le purghe fasciste fu picchiato in varie occasioni): muore, senza mai aver ripreso conoscenza, il 23 maggio 1952 a seguito di una complicanza post operatoria (probabile emorragia cerebrale).
Le città di Taranto e di Ginosa gli hanno dedicato un monumento funebre nella prima piazza del Cimitero Comunale di San Brunone di Taranto, nella quale sono tumulati altri notabili che hanno dato lustro alla città ed alla provincia di Taranto.